# Roelof Nelissen
Roelof Johannus Nelissen (Hoofdplaat, 4 april 1931 – Hilversum, 18 juli 2019) was een Nederlands politicus van de Katholieke Volkspartij (KVP), bestuurder en bankier.

## Loopbaan
Nelissen afkomstig uit Zeeuws-Vlaanderen, was nog jong toen hij de leiding kreeg over de organisatie van katholieke middenstanders. Hij was de zoon van een polderopzichter die na de oorlog waarnemend burgemeester was. In 1963 werd hij lid van de Tweede Kamer en kreeg al snel een belangrijke positie in de KVP-fractie. Begin 1970 werd Nelissen tussentijds minister van economische zaken in het kabinet-De Jong als opvolger van De Block, met een korte tussenkomst van Johan Witteveen. In de kabinetten Biesheuvel I en Biesheuvel II was Nelissen minister van Financiën en viceminister-president. Hij speelde een belangrijke rol bij het ontstaan van de kabinetscrisis in 1972 door vast te houden aan zijn bezuinigingsdoelen.
Na zijn politieke loopbaan werd hij opgenomen in de top van de AMRO Bank, waar hij van 1983 tot 1990 voorzitter was van de Raad van Bestuur. Hij leidde de fusie met de Algemene Bank Nederland en was tot zijn pensioen in 1992 bestuursvoorzitter van de ABN AMRO.

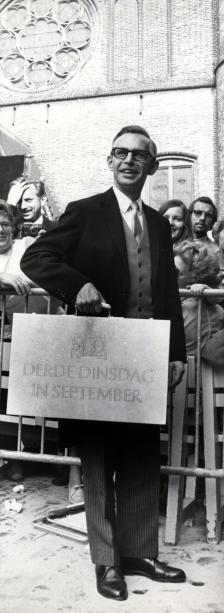
Minister Nelissen met het miljoenenkoffertje op het Binnenhof, waar hij de Miljoenennota 1971 aan de Tweede Kamer gaat aanbieden.

## Onderscheidingen
- Commandeur in de Orde van Oranje-Nassau, 8 juni 1973
- Grootkruis in de Kroonorde, 28 december 1972

- Nederlandse Thesaurus van Auteursnamen: 171979192
- Parlement.com: vg09ll3koxvb
- Virtual International Authority File: 280541269
- WorldCat: E39PBJf8pTQBC96R3Fk87g8Hmd